# Protodrilus indicus
Protodrilus indicus är en ringmaskart som beskrevs av Aiyar och Alikuhni 1944. Protodrilus indicus ingår i släktet Protodrilus och familjen Protodrilidae. Inga underarter finns listade i Catalogue of Life.